# インフォグラフィック

ワシントンメトロの路線図

インフォグラフィック（英語: infographics）は、情報、データ、知識を視覚的に表現したものである。インフォグラフィックは情報を素早く簡単に表現したい場面で用いられ、標識、地図、報道、技術文書、教育などの場面で使われている。また、計算機科学や数学、統計学においても、概念的情報を分かりやすく表現するツールとしてよく用いられる。科学的情報の可視化にも広く適用される。

## 歴史

### 前史
先史時代、人類は洞窟壁画という最初のインフォグラフィックを生み出し、後に地図を生み出した。地図作成は文字による筆記が行われるよりもずっと早く行われ、チャタル・ヒュユクの地図は紀元前7500年ごろに作成されている。その後アイコンを牛などの家畜の数の記録に使っていた。メソアメリカのインディアンは、像を使って過去の世代の旅を描いた。それら自体は解読が難しく、記憶と物語のサポート的要素として役立てられていた。
1626年、天文学者クリストフ・シャイナーが出版した Rosa Ursina sive Sol には、太陽の天文学的研究の成果を示す様々な図が掲載されていた。例えば、太陽の自転を説明するために、黒点のある太陽の図を時系列に並べるといった手法が用いられている。
1786年、スコットランドの技師ウィリアム・プレイフェア(en:William Playfair) は著書 The Commercial and Political Atlas で、世界初と思われる統計図表を掲載した。この本には、18世紀のイングランドの経済を棒グラフやヒストグラムといった統計図表で表したものが多数掲載されている。1801年、プレイフェアは著書 Statistical Breviary の中で世界初の面グラフも掲載している。

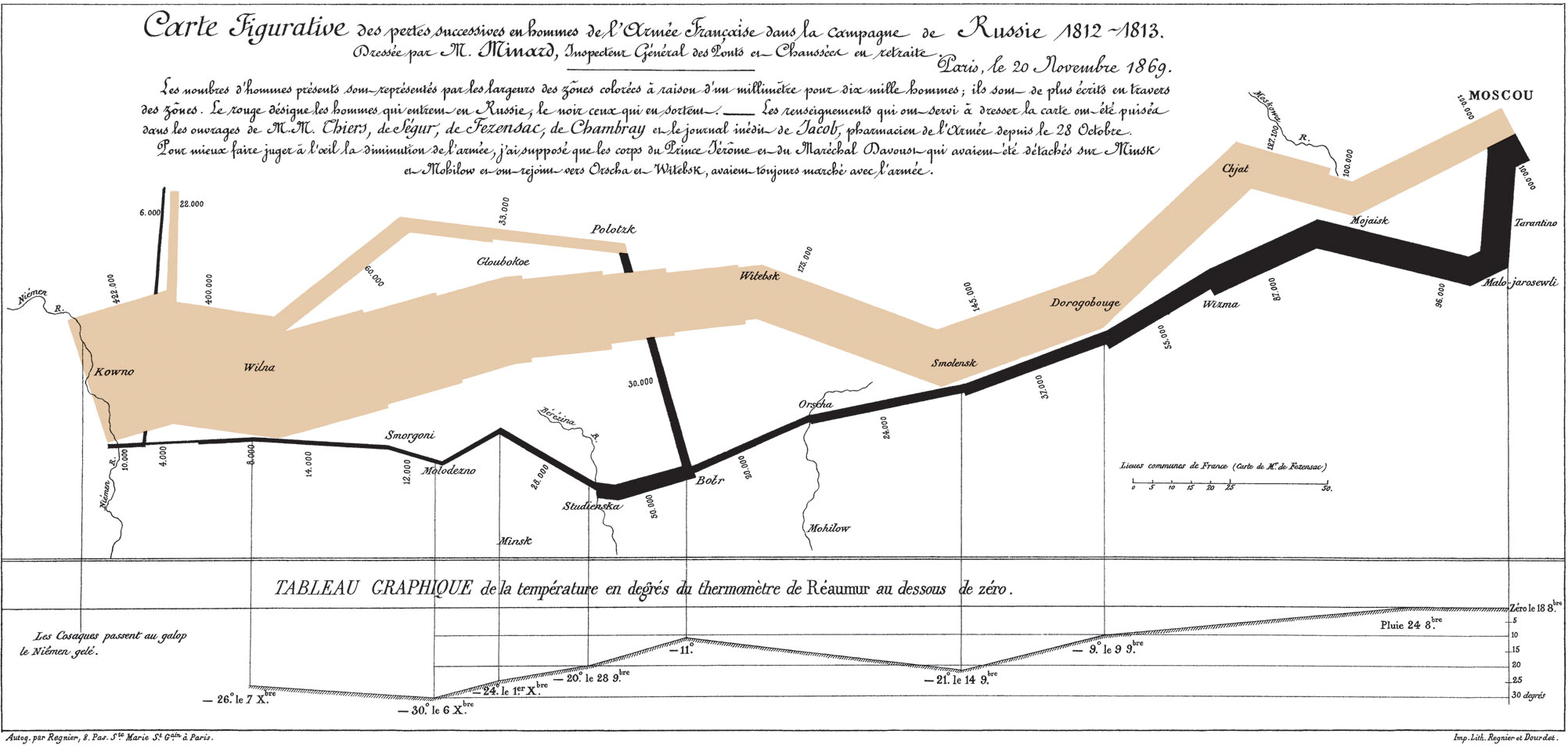
Charles Minard のインフォグラフィック（ナポレオンのロシア遠征）。サンキー・ダイアグラムの先駆例でもある。褐色の矢印の太さは、左端のネマン川を出てから右端のモスクワにいたるまでの往路での、軍団の人数の推移。黒の矢印の太さは、右のモスクワから左のネマン川へ帰る途中の軍団の人数の推移

1861年、ナポレオンの悲惨なモスクワ遠征に関する独創的なインフォグラフィックがリリースされた。作成者は フランスの土木技術者 Charles Joseph Minard で、失敗の要因となった4つの異なる変数（軍団の進行方向、通り過ぎた場所の位置、飢えと負傷を原因とする死亡による兵数の減少、各地で軍団が経験した気温）の変化を一枚の2次元の図に表した。
1878年、数学者ジェームズ・ジョセフ・シルベスターは「グラフ（graph）」という用語を生み出し、化学結合と数学的特性の関係を示す図を発表した。これらは数学的なグラフとしても世界初であった。
1898年、アイルランド人M.H.サンキー(en)が後にサンキー・ダイアグラムと呼ばれる流量表現の図を「蒸気機関におけるエネルギー効率」に掲載。

### 20世紀: 視覚言語の誕生
1936年、哲学者オットー・ノイラートはいわゆる言語に寄らない国際的な視覚言語として機能するピクトグラムの体系を提唱した。アイソタイプには様式化された人間の形が使われており、最近ではどこでも目にする棒線画の元となった。
1942年、ルーマニアの詩人イシドール・イズーは文字主義宣言を発表した。
1972年、ミュンヘンオリンピックでオトル・アイヒャーが新たな一連のピクトグラムを使った。これが一般に広まり、公共の標識などでの棒線画の利用に影響を与えた。

パイオニア探査機の金属板

同じ1972年、パイオニア探査機の金属板を搭載したパイオニア10号が打ち上げられた。その金属板のインフォグラフィックは、カール・セーガンとフランク・ドレイクが星間ボトルメールのようなものとして設計し、描かせたものである。このメッセージは、人類と言語的共通性を全く持たない地球外生命に理解してもらうことを意図している点で独創的である。探査機のシルエットの前に人間の男性と女性が描かれているのは、人間の身長を大まかに示すためである。また、いくつかのパルサーとの距離から太陽の相対的な位置がわかるような地図が描かれていて、単純化した太陽系の図と探査機の太陽系における経路を矢印で記している。

## 現代における利用
今日インフォグラフィックは、標識や科学的図表やマニュアルなど、様々なメディアに溢れている。それらは文字では扱いにくい情報を視覚的に表しており、いわば日常の概念の視覚的速記表現ともいうべきものになっている。
新聞では、天気予報のシンボル、地図、統計図表などのインフォグラフィックがよく使われる。全体がほとんどインフォグラフィックだけで構成された本もあり、例えばデイヴィッド・マコーレイの The Way Things Work（邦題『道具と機械の本』）などがある。子供向けの本によく見られるが、科学の分野でもインフォグラフィックは多用される。特に、物理的に撮影が不可能なものに使われることが多い（断面図、天体に関する図、極小のものを図示するなど）。
最近の地図、特に交通に関する地図では、インフォグラフィック的技法を活用して様々な情報を埋め込むことが多い。例えば、鉄道の路線図を実際の地図とは異なる概念的な表現で描き、乗り換え駅や各駅の主な目印となるものを記述するなどといったものである（ロンドン地下鉄路線図は、地理的正確性より相対的位置関係を重視したダイアグラムであり、世界の路線図に影響を与えた）。
道路標識はインフォグラフィックの最たるもので、様式化された人間の形がよく使われ、アイコンやエンブレムで意味（通っていいのか悪いのか、どちらに行けるのかなど）を表現する。乗換駅などの公共の場所では、表示を体系化することが多い。
技術マニュアルでも図が多用され、警告や注意点を標準化されたアイコンなどで示すことが多い。

## インフォグラフィックの要素
インフォグラフィックの基本の素材は、データ、情報、知識であり、それらが視覚的に表現される。データの場合、グラフ作成ソフトのような自動化ツールを使って、線や矩形や矢印や各種シンボルとピクトグラムでデータを表現する。インフォグラフィックでは、視覚要素を平易な自然言語で定義するという特徴を持つことがある。縮尺やラベルもよく使われる要素である。

## 現代における実践者
統計学者エドワード・タフティは、インフォグラフィックに関する有名な本をいくつか書いている。また、定期的に講義やワークショップも行っている。彼は多次元の情報を2次元の図にするプロセスを 'escaping flatland' と称する（2次元世界を描いたビクトリア朝時代の小説 Flatland に因んでいる）。
グラフィックデザイナー Peter Sullivan はイギリスの週刊紙 The Sunday Times で1970年代から90年代にかけて活躍し、新聞で図を多用するようになる一因を作った。彼はまたインフォグラフィックについて記事も書いた。1982年に創刊されたUSAトゥディは、図や絵を多用して情報を分かりやすくするという編集方針を確立していた。同紙については、ニュースを簡略化しすぎ、インフォグラフィックも内容やデータの正確性よりもエンターテインメント性が強調されすぎているという批判を受けることがある。これを "Chartjunk" などと呼ぶこともある。そのような批判も当たっているが、インフォグラフィックの確立に果たした役割も無視できない。
また、別のグラフィックデザイナー Nigel Holmes は "explanation graphics" と名づけた手法を確立した。彼の作品は情報だけでなく知識（ノウハウ）を視覚化するものである。16年間、タイム誌にグラフィックを提供しており、このテーマの本をいくつか出版している。
インフォグラフィックと密接に関連する分野として情報デザインがある。実際、インフォグラフィック作成方法は情報デザインの範疇にある。TEDの創設者リチャード・ソール・ワーマンは「情報アーキテクト（information architect）」という用語を生み出し、Information Anxiety などの著書で情報デザインの考え方を一般に広め、それを単なる概念から具体的な職業へと変えていく役目を果たした。
インフォグラフィックは本来、紙上の技法だったが、2000年ごろまでに Adobe Flash ベースのウェブ上のアニメーションにインフォグラフィックの技法が適用されるようになった。
テレビでの利用は比較的最近である。例えば2002年、ノルウェー人ミュージシャン ロイクソップ の曲"Remind Me"のミュージックビデオでは、インフォグラフィックのアニメーションがほぼ全編を占めている。2004年、フランスのエネルギー企業アレヴァのテレビCMでも同様のインフォグラフィックのアニメーションが使われた。これらの分かりやすさにより、視覚言語を使って複雑な情報を効果的に記述することの価値が企業にも認知されるようになった。
また、日本のテレビアニメ『妹さえいればいい。』では、登場人物がボードゲームやTRPGなどで遊ぶ場面で用いられた。

## インフォグラフィックの解釈
インフォグラフィックの多くは、洗練された抽象的方法で内容を描写する特殊な形式と言える。それらグラフィックの意味を適切に解釈するには、見る人の側にある程度のグラフ読み取り能力が要求される。多くの場合それは包括的スキルであり、先天的というよりも後天的（学習による）スキルである。まず、グラフィックの個々のサインやシンボルを解釈するスキルがグラフィック全体を解釈する以前に必要とされる。また、個々のシンボルの慣習的意味を知識として広めることも、インフォグラフィックの理解を容易にする上で重要である。

## 共通視覚言語
一方、多くのインフォグラフィックでは非常に普遍的な先天的視覚言語も利用している。例えば、強調するには赤を使うというのはかなり普遍的で、子供でも分かることが多い。多くの地図、インタフェース、機器のダイヤルや目盛は、素早く理解できて安全な操作ができるようなアイコンを使っている。例えば、トラクターなどで知られるジョンディアは、スロットルのアイコンとして亀（低速にする）とうさぎ（高速にする）を使って成功した。